# Zarządzanie wiekiem
Zarządzanie wiekiem (ang. age management, inaczej: zarządzanie różnorodnością wiekową) – strategia zarządzania zasobami ludzkimi, która definiuje działania mające na celu wypracowanie holistycznego podejścia do rozwiązywania problemu zmian demograficznych w miejscu pracy.

## Definicja i perspektywy
Według propozycji Pillinger, działania te mogą być rozpatrywane w wymiarach:
- indywidualnym,
- zbiorowym,
- organizacyjnym,
- społecznym[2].

W kontekście organizacji zarządzanie wiekiem oznacza „element zarządzania zasobami ludzkimi, a dokładniej element zarządzania różnorodnością. Polega ono na realizacji różnorodnych działań, które pozwalają na bardziej racjonalne i efektywne wykorzystanie zasobów ludzkich w przedsiębiorstwach dzięki uwzględnianiu potrzeb i możliwości pracowników w różnym wieku”.
Zarządzanie wiekiem można, w ujęciu Naegelego i Walkera, przyrównać do systemu działań, który ma służyć rozwojowi całej organizacji, jak również każdemu pracownikowi z osobna (podejście indywidualne), który powinien być uwzględniany w celach oraz planach organizacji na każdym poziomie, od strategicznego poprzez taktyczny, aż do operacyjnego.
Zarządzanie wiekiem można również zaliczyć do działań prewencyjnych, zapobiegających eliminacji z rynku pracy starszych pracowników, a także budowanie kultury organizacyjnej, w której swobodnie i bez obaw dalej się rozwijają, a swoją wiedzę i umiejętności mogą przekazać młodszym mniej doświadczonym pracownikom.
Celem zarządzania wiekiem jest stworzenie środowiska pracy oraz zapewnienie warunków w niej dostosowanych do wieku i możliwości zatrudnionych osób. Na poziomie pojedynczego przedsiębiorstwa strategia ta ma za zadanie pełne wykorzystanie potencjału, doświadczeń i kompetencji zatrudnionych osób oraz układanie efektywnej współpracy i łączenia pracowników pochodzących z różnych pokoleń.
Zarządzanie wiekiem zalicza się do zarządzania różnorodnością, które oznacza zarządzanie zespołami ludzkim zróżnicowanymi pod wieloma względami np. wiekiem, płcią, rasą, wyznaniem itd.
Europejska Fundacja na rzecz Poprawy Warunków Życia i Pracy (Eurofound) do zarządzania wiekiem zalicza:
- odpowiedni proces rekrutacji
- kształcenie, szkolenia i uczenie się przez całe życie
- planowanie, a także rozwój kariery zawodowej
- elastyczne czas pracy i charakter zatrudnienia
- ochronę i promocja zdrowia, a także odpowiednią ergonomię w miejscu pracy
- możliwość przekwalifikowania i zmiany stanowiska pracy
- zakończenie aktywności zawodowej i przejście na emeryturę
- podejścia kompleksowe

### Zainteresowanie zagadnieniem zarządzania wiekiem
Zainteresowanie zarządzaniem wiekiem wynika przede wszystkim z procesu demograficznego, polegającego na stałym starzeniu się społeczeństw spowodowanym wydłużaniem się długości życia ludzkiego oraz niskim przyrostem naturalnym. Według danych i oszacowań ONZ, w roku 1950 tylko 8% ludności na świecie miało powyżej 60 lat, w 2013 roku ludzi w tym wieku było już 12%, a w 2050 roku będzie ich aż 21%.
Ze względu na starzenie się społeczeństwa, a co za tym idzie zmiany struktury wiekowej pracowników, w tym wyraźne różnice w mentalności i światopoglądzie różnych pokoleń tworzących zasoby ludzkie organizacji, zagadnienie zarządzania różnorodnością nabiera na coraz większym znaczeniu.
Współcześnie na rynku pracy współpracują ze sobą przedstawiciele różnych pokoleń (Baby Boomers, X, Y, Z czy dopiero wchodzący na rynek przedstawiciele pokolenia Alfa), którzy każdego dnia spotykają się ze sobą i tworzą międzypokoleniowe zespoły pracowników.
Przedstawiciele różnych pokoleń wchodzący w skład danego przedsiębiorstwa, mogą stanowić niebywałą wartość dla organizacji. Wynika to z wielu przyczyn, między innymi uzależnione jest od systemów edukacji, okoliczności społeczno-gospodarczych, w jakich przyszło im kształcić się i zdobywać wiedzę, jak również od doświadczenia, jakie mieli okazję już zdobywać. Starsi i młodsi pracownicy różnią się od siebie nie tylko zasobami wiedzy, ale także kompetencjami w zakresie pozyskiwania, analizowania wykorzystywania owej wiedzy. Naukowcy, a także specjaliści od zarządzania zasobami ludzkimi wskazują na pewne różnice w zakresie wiedzy, umiejętności, kompetencji, czy też potencjału osobowościowego, jakie występują pomiędzy przedstawicielami różnych pokoleń.
Różnorodność na którą składa się: wiedza, poglądy, pomysły i inicjatywa – jaka występuje w takich zespołach, oraz umiejętne nimi zarządzanie przynieść może organizacji wiele korzyści, które mogą mieć realny wpływ na tworzenie, generowanie, przetwarzanie, czy też zachowanie ciągłości wiedzy w organizacji.

#### Korzyści płynące z zarządzania wiekiem
W kontekście tworzenia zespołów zróżnicowanych pod względem wieku, według Rembiasz, dostrzec można następujące korzyści:
- zatrzymanie cennej wiedzy w organizacji,
- wzajemne przekazywanie sobie wiedzy pomiędzy pracownikami w różnym wieku. Relacja dwustronna: starsi pracownicy młodszym wiedzę i doświadczenie zdobyte w wyniku stażu pracy, a młodsi starszym płynność w posługiwaniu się innowacyjnymi rozwiązaniami ze świata nowych technologii,
- tworzenie atmosfery sprzyjającej kreatywności, innowacyjności, uczeniu się i wymianie wiedzy,
- przeciwdziałanie wystąpieniu tzw. bomby demograficznej, czyli luki kompetencyjnej wynikającej z masowego przechodzenia na emeryturę pracowników w tym samym czasie, które skutkuje nagłym pozbawianiem organizacji odpowiednich kompetencji,
- budowanie wizerunku dobrego pracodawcy, który troszczy się o pracowników w różnym wieku (dana istotna dla potencjalnych pracowników – zagadnienie z obszaru Employer Branding), a także którego zasoby kompetencyjne stanowią pracownicy w różnym wieku (dana istotna dla obecnych, jak i potencjalnych kontrahentów),
- jednoczesne zatrudnianie osób młodych i starszych, podobnie jak różnorodność pracowników pod względem innych cech, takich jak płeć czy pochodzenie etniczne, pozwala firmie lepiej reagować na szybko zmieniające się warunki rynkowe, a w szczególności umożliwia lepsze dostosowywanie produkcji do zróżnicowanych potrzeb klientów pod względem płci, wieku, pochodzenia itp.,
- zawodowe i społeczne umiejętności zdobyte przez starszych pracowników stanowią unikalny zasób kapitału ludzkiego, którego nie posiadają ani nowo rekrutowane osoby, ani młodsi pracownicy,
- pozyskanie klientów z różnych grup wiekowych, dzięki pracownikom, którzy lepiej rozumieją potrzeby i oczekiwania osób należących do tego samego pokolenia[12].

Z sytuacją niedobory młodych pracowników mieliśmy do czynienia w Polsce po wejściu do Unii Europejskiej. W wyniku którego doszło do spadku bezrobocia w niektórych segmentach rynku pracy, ale jednocześnie pojawiły się wyraźne niedobory pracowników, np. w ochronie zdrowia czy w budownictwie. Spowodowane to było nasiloną emigrację młodzieży do „starych” państw członkowskich.

#### Korzyści z zatrudnienia starszych pracowników
W literaturze przedstawiane są między innymi następujące korzyści z zatrudnienia starszych pracowników:
- posiadają oni cenne doświadczenie i wiedzę[13],
- są jedynymi, którzy mają odpowiednie kompetencje do rozwiązywania zadań, które już wystąpiły w przeszłości. Utrata takich kompetencji w wyniku zwolnienia starszego pracownika lub jego odejścia na wcześniejszą emeryturę może narazić firmę na straty, bo często kompetencji tych nie da się zastąpić lub ich zastąpienie okazuje się bardzo kosztowne. Ponadto starsi pracownicy, o ile zajmują stanowiska zgodne z ich kompetencjami, są bardzo wydajni[14],
- cechuje ich cierpliwość, lojalność, rzetelność i doświadczenie[13],
- badania potwierdzają, że wielu starszych pracowników charakteryzuje się dokładnością, rzetelnością i umiejętnością porozumiewania się z klientami oraz współpracownikami[13].

## Zarządzania wiekiem z perspektywy gospodarki
Powody stosowania zarządzania wiekiem z perspektywy gospodarki:
- Niska aktywność zawodowa osób starszych, a także starzenie się siły roboczej – ze względu na spadek liczby młodych osób, które wchodzą na rynek pracy stosownym staje się zachęcenie osób starszych do pozostania aktywnym zawodowo nawet już po osiągnięciu wieku emerytalnego.
- Zapobieganie dyskryminacji ze względu na wiek – ze względu na pogłębiające się starzenie społeczeństwa przeciwdziałanie dyskryminacji wynikającej z wieku stało się nie tylko potrzebą ekonomiczną, ale również i społeczną. Ma to odzwierciedlenie w unijnej ramowej dyrektywie dotyczącej zatrudnienia i pracy (ang. Employment Framework Directive) z 2000 r. Dyrektywa zakazuje dyskryminacji m.in. ze względu na wiek w zakresie zatrudnienia, samozatrudnienia, profesji wykonywania zawodu, kształcenia zawodowego i poradnictwa oraz członkostwa w organizacjach.
- Dostosowanie się do zmian polityki państwa względem zatrudnienia – presja demograficzna wymusza stosowne regulacje jak np.: system emerytalny, który zachęca do kontynuowania pracy ze względu na istotne zwiększanie się świadczeń emerytalnych z każdym dodatkowym rokiem pracy po osiągnięciu wieku emerytalnego, oraz radykalne ograniczenie uprawnień do wcześniejszego przechodzenia na emeryturę, które skutecznie zachęcają do dłuższej aktywności zawodowej.
- Promocja zatrudnienia dojrzałych pracowników – stosowanie kampanii promocyjnych mających wspomóc osoby starsze w ich dążeniu do zachowania aktywności zawodowej, zaś pracodawców – w utrzymaniu rentowności zatrudnienia tych osób. Przykładami takich działań są: kampanie „New Deal 50 Plus” (skierowana do osób po 50. roku życia) i „Age Positive” (skierowana do przedsiębiorstw) w Wielkiej Brytanii, dotowanie zatrudnienia osób starszych w Danii oraz pakiet krajowych programów na rzecz starszych pracowników w Finlandii. W Polsce w odpowiedzi na tę pilną potrzebę stworzono w 2008 r. program „Solidarność pokoleń”, który obejmuje wiele inicjatyw zmierzających do lepszego wykorzystania możliwości osób w wieku 50 i więcej lat[15].
- Instytucje państwowe w celu promocji zatrudnienia dojrzałych pracowników oferują odpowiednie przeszkolenia czy subwencjonowanie kosztów pracy w okresie adaptacji zawodowej, w ramach polityk stosowanych przez urzędy pracy czy w programach unijnych.

| Etap zarządzania wiekiem                                                    | Charakterystyka etapu |
| --------------------------------------------------------------------------- | --- |
| Pozyskiwanie pracowników                                                    | Strategia rekrutacji i selekcji uwzględniającą dotarcie do kandydatów w różnym wieku, posiadających różnorodne zasoby wiedzy, cennej z punktu widzenia organizacji. Ponadto uwzględnienie w profilach kandydatów wymagań względem kompetencji miękkich odpowiadających za umiejętność komunikacji, otwartość na innych, tolerancję, przychylny stosunek do różnorodności. |
| Tworzenie atmosfery pracy sprzyjającej wymianie międzypokoleniowej          | Odpowiednie opracowanie procesu wdrożenia (onboarding), który pozwoli szybko zaadaptować się nowo zatrudnionym pracownikom. Ponadto dbanie o stworzenie płaszczyzny do zaistnienia dobrych relacji pomiędzy pracownikami w różnym wieku, a także wypracowanie kultury wzajemnego zaufania, która zachęca do rozpowszechniania wiedzy i zachęca pracowników do dzielenia się nią.                                                                                                 |
| Motywowanie, ocena, rozwój pracowników                                      | Jasno określone ścieżki rozwoju zawodowego, a także kryteria oceny pracowników, dzięki którym będą mieli świadomość jakie zachowania są punktowane. Kreowanie systemów motywacyjnych zorientowanych na wynagradzanie za efekty pracy: indywidualnej, jak również grupowej, tj. na przykład za uczenie innych poprzez transfer wiedzy własnej – istotnym jest bowiem, aby pracownicy byli otwarci na dzielenie się swoją wiedzą i nie widzieli w tym procesie żadnego zagrożenia. |
| Kończenie zatrudnienia – przygotowanie pracowników do odejścia na emeryturę | Ścisła współpraca z kluczowymi pracownikami, którzy będą przechodzili na emeryturę, poprzez wdrażanie programów stopniowego przejęcia ich kompetencji przez innych członków zespołu. Przekazanie kompetencji na zasadach programów mentoringowych gwarantujących odpowiednie przygotowanie zastępcy. |

## System zarządzania wiekiem
System zarządzania wiekiem w oparciu o klasyfikację Naegele i Walkera:
- rekrutacja i selekcja,
- kształcenie ustawiczne,
- rozwój kariery zawodowej,
- elastyczne formy zatrudnienia,
- ochrona i promocja zdrowia,
- przesunięcie między stanowiskami,
- kończenie zatrudnienia i przechodzenie na emeryturę.

Twórcy tej metody zalecają podejście kompleksowe (ang. comprehensive approach), polegające na łączeniu w jedną całość działań wszystkich siedmiu wymienionych obszarów.
Podejście kompleksowe dzięki efektowi synergii gwarantuje większą skuteczność niż w przypadku stosowania każdego z elementów oddzielnie.

### Elementy całościowego podejścia
Elementy całościowego podejście do zarządzania wiekiem:
- skupienie się na działaniach prewencyjnych mających na celu zapobiegnięcie eliminacji z zatrudnienia starszych pracowników,
- objęcie programem pracowników w każdym wieku, a nie tylko starszych,
- równoległe stosowanie zestawu narzędzi ze wszystkich obszarów zarządzania wiekiem,
- stosowanie doraźnych działań zaradczych w stosunku do starszych pracowników, którzy mają już problemy zawodowe wynikające z ich wieku jak np. brak odpowiednich kompetencji.

Pośrednie strategie zarządzania wiekiem polegają na jednoczesnym stosowaniu kilku komplementarnych narzędzi, jak na przykład:
- rekrutacja młodych pracowników połączona z mentoringiem obejmującym transfer wiedzy ze strony pracowników zbliżających się do wieku emerytalnego,
- wprowadzenie nowych harmonogramów czasu pracy połączonych z systemem wynagradzania za osiągnięte efekty,
- zwiększenie elastyczności godzin pracy połączone z systemem ochrony zdrowia lub programem podnoszenia kwalifikacji.

### Czynniki mające wpływ na efektywne wdrożenia
Czynniki mające wpływ na efektywne wdrożenia zarządzania wiekiem:
- upowszechnienie świadomości nt. zagadnień związanych ze starzeniem się społeczeństwa, w tym szczególnie pracowników,
- zagwarantowanie poparcia strony zarządu, a także związków zawodowych,
- włączenie strategii zarządzania wiekiem w ogólną strategię działania przedsiębiorstwa, a także wyraźna orientacja na integrację działań w różnych obszarach,
- kompleksowe przeszkolenie kadry managerskiej w zakresie zarządzania wiekiem,
- jasne i precyzyjne informowanie pracowników na temat starzenia się społeczeństwa i osób zatrudnionych w firmie oraz wdrożonych mechanizmów zarządzania wiekiem,
- stopniowe wprowadzanie kolejnych narzędzi w postaci działań pilotażowych, umożliwiających: komunikację, szkolenie, monitorowanie, ocenę, a także bezpośrednie reagowanie na ewentualne problemy, sugestie i krytykę,
- zaprojektowanie stanowiska pracy zgodnie z zasadami ergonomii, które zapobiega różnym dolegliwościom związanym z wiekiem,
- maksymalnie wczesne zaangażowanie w proces wdrażania zarządzania wiekiem: pracowników, przedstawicieli pracowników (w tym rad pracowniczych) i związków zawodowych, tak by wszystkie strony mogły uczestniczyć w procesie wdrażania programu już na etapie planowania, jak i realizacji,
- gotowość i otwartość wszystkich stron do zmian,
- otwarta i ciągła wymiana informacji, która zagwarantuje budowania zaufania w procesie transformacji,
- identyfikacja maksymalnie wcześnie ewentualnych słabych stron projektu lub obszarów najbardziej narażonych na niepowodzenie,
- odpowiednie i systematyczne zbierania i analizowania danych o pracownikach,
- stałe monitorowanie zmian na rynku pracy, uwzględniające czynniki o charakterze lokalnym, jak i ogólnokrajowym np. reformy systemu emerytalnego, dostępnych programów publicznych,
- wykorzystanie doświadczenia innych firm, które już stosują zarządzanie wiekiem, np. w postaci bazy dobrych praktyk, prowadzonej przez EFILWC[19][martwy link],
- końcowa ocena wdrożenia zarządzania wiekiem dokonana przez organizację i jej pracowników lub przedstawicieli pracowników pozwoli lepiej zarządzać wiekiem, ale i wdrażać inne programy, ważne dla przyszłości organizacji.

Ze względu, że potrzeby każdego przedsiębiorstwa bywają różne, niemożliwe jest opracowanie jednej, wyczerpującej, zamkniętej listy zadań, jakie mogą być realizowane przez organizacje w zakresie zarządzania wiekiem. Stąd należy zaznaczyć, że działania podejmowane w ramach zarządzania wiekiem powinny być dopasowane do indywidualnych potrzeb każdej organizacji.

## W kulturze
Z tematem zarządzania wiekiem mamy do czynienia w amerykańskim filmie: Praktykant (ang. The Intern), w którym to możemy zaobserwować emerytowanego Bena (grany przez Robert De Niro), który będąc na emeryturze rozpoczyna staż w redakcji modowego sklepu internetowego.